# Rutidea smithii
Rutidea smithii är en måreväxtart som beskrevs av William Philip Hiern. Rutidea smithii ingår i släktet Rutidea och familjen måreväxter.

## Underarter
Arten delas in i följande underarter:
- R. s. smithii
- R. s. submontana